# 宮崎県立都城商業高等学校
宮崎県立都城商業高等学校（みやざきけんりつ みやこのじょうしょうぎょうこうとうがっこう, Miyazaki Prefectural Miyakonojo Commercial High School）は、宮崎県都城市上東町に所在する公立の商業高等学校。略称は「都商」（としょう）。

## 概要
歴史
1904年（明治37年）設置の「都城商業学校」（実業学校）を前身とする。1948年（昭和23年）の学制改革により新制高等学校宮崎県立都城泉ヶ丘高等学校の商業課程となる。1957年（昭和32年）に都城泉ヶ丘高等学校から商業課程が分離し、「宮崎県立都城商業高等学校」（現校名）として独立。2014年（平成26年）に創立110周年を迎えた。
設置課程・学科
全日制課程 3学科
- 商業科
- 会計科
- 経営情報科

校訓
「進取敢為・友愛奉仕・自律礼譲」
校歌
1959年（昭和34年）4月10日に制定。作詞は野崎辰己（当時長崎県立短期大学学長）、作曲は寺崎良平（同短期大学助教授）による。
同窓会
「都商同窓会」と称している。

## 沿革
前史
- 1897年（明治30年）8月26日 - 実業補習学校として設立が認可される。
- 1898年（明治31年）2月7日 - 「都城町立実業補習学校」が開校。
- 1901年（明治34年）9月 - 「都城町立商業補習学校」と改称。

旧制・商業学校
- 1904年（明治37年）6月13日 - 乙種程度の商業学校に昇格し（町立）「都城商業学校」に改称。修業年限を3年とする。（創立年）
- 1908年（明治41年）4月1日 - 移管により「北諸県郡立都城商業学校」に改称。
- 1920年（大正9年）3月23日 - 甲種程度の商業学校に昇格。修業年限が5年（現在の中1～高2に相当）となる。
- 1921年（大正10年）4月1日 - 移管により「宮崎県立都城商業学校」と改称。
- 1931年（昭和6年）4月1日 - 工業科を併置し「宮崎県立都城商工学校」と改称。
- 1935年（昭和10年）9月20日 - 工業科を廃止し「宮崎県立都城商業学校」（再）と改称。
- 1943年（昭和18年）4月1日 - 中等学校令の施行により、この時の入学生から修業年限が4年（現在の中1から高1）となる。
- 1944年（昭和19年）4月1日 - 教育ニ関スル戦時非常措置方策により、商業学校の募集を停止。
  - 宮崎県立都城工業学校が併設され、商業学校の1年修了者は工業学校へ転科となる。
  - 商業学校2・3・4年修了者はそのまま商業学校に在籍し3・4・5年生となった。
  - 中等学校令施行前に入学した生徒（1941年（昭和16年）および1942年（昭和17年）入学生）に対しても修業年限4年が適用されることとなる。
  - 市立都城女子商業学校が設置される。
- 1945年（昭和20年）3月 - 修業年限4年適用により、4年生と5年生が同時に卒業することとなる。
- 1946年（昭和21年）4月1日 - 終戦により商業学校の募集が再開され、修業年限が5年となる（ただし4年修了時点で卒業することもできた）。
  - 工業学校の生徒も、希望すれば商業学校に転科・復帰することができた。
- 1947年（昭和22年）4月1日 - 学制改革（六・三制の実施）が行われる。
  - 商業学校としての生徒募集を停止。
  - 新制中学校を併設し（以下・併設中学校）、商業学校1・2年修了者を新制中学校2・3年生として収容。
  - 商業学校3・4年生（工業学校から復帰）はそのまま商業学校に在籍し4・5年生となった（ただし4年修了時点で卒業することもできた）。
- 1948年（昭和23年）3月31日 - 学制改革により商業学校は閉校。

新制高等学校
- 1948年（昭和23年）
  - 4月1日 - 学制改革により、都城市内の県立旧制中等教育学校4校が統合され、新制高等学校「宮崎県立都城泉ヶ丘高等学校」が発足。男女共学を開始。
    - 県立旧制中等学校4校 - 都城中学校、都城高等女学校、都城商業学校、都城農学校
    - 通常制（後の全日制）普通課程・商業課程・農業課程、定時制（夜間）普通課程を有する総合制の高等学校。
    - 旧制中等学校卒業者（5年修了者）を新制高校3年生、旧制中等学校4年修了者を新制高校2年生、併設中学校卒業者（3年修了者）を新制高校1年生として収容。
    - 旧4校の併設中学校も統合され、在校生が1946年（昭和21年）に旧制中等学校へ最後に入学した3年生のみとなる。
    - 旧制中学校を「本部」、元農学校校舎を「北校舎」、元商業学校校舎を「中校舎」、元高等女学校校舎を「南校舎」とし、4校舎体制をとる。
    - 高原分校（定時制農業課程）を設置。

  - 7月1日 - 高城町立高城高等学校を統合し、高城分校（定時制農業課程・家庭課程）とする。
- 1949年（昭和24年）
  - 3月31日 - 併設中学校を廃止。高原分校を廃止（その後宮崎県立小林高等学校に移管される）。
  - 4月 - 全生徒を北校舎（元農学校校舎）に集約。他の3校舎は市内の公立新制中学校[1]へ開放。
  - 8月 - 再び4校舎に復帰。北校舎を都城市立祝吉中学校に開放。
- 1950年（昭和25年）4月1日 - 家庭課程（被服科）を設置。農業課程と高城分校を宮崎県立都城都島高等学校[2]に移管。
- 1953年（昭和28年）4月1日 - 家庭課程（家政科）を設置。
- 1957年（昭和32年）4月1日 - 宮崎県立都城泉ヶ丘高等学校から商業課程が分離し「宮崎県立都城商業高等学校」として独立。
  - ただし都城泉ヶ丘高等学校商業課程は在校生が卒業してしまう1959年（昭和34年）3月末まで存続した。
  - 募集定員は4学級200名。
- 1959年（昭和34年）4月 - 商業高等学校として3学年がそろう。校歌を制定。
  - 4月12日 - 旧都城商業学校、旧都城女子商業学校、都城泉ケ丘高等学校商業課程、都城商業高等学校4校合同の同窓会を結成。
  - 11月6日 - 開校記念式典を挙行し、この日を開校記念日とする。
- 1967年（昭和42年）4月1日 - 新校舎が完成し移転を完了。
- 1969年（昭和44年）
  - 4月10日 - 体育館が完成。
  - 6月21日 - 同窓会館「都商会館」が完成。
- 1971年（昭和46年）10月1日 - プールが完成。
- 1973年（昭和48年）1月9日 - 小学科制により従来の商業科を改組し商業科、経理科、情報処理科の3学科体制とする。
- 1974年（昭和49年）4月 - 情報処理・経理科棟が完成。
- 1977年（昭和52年）11月13日 - 剣道場が完成。
- 1983年（昭和58年）3月 - 図書館が完成。
- 1994年（平成6年）4月1日 - 新入学生より経理科を会計科と改称。創立90周年記念事業の一環で制服を改定。
- 1995年（平成7年）10月 - 管理棟の大規模改造が完了。
- 1996年（平成8年）
  - 2月 - 運動場を再整備。
  - 3月 - セミナーハウス（研修施設）が完成。
- 1997年（平成9年）4月1日 - 国際経済科を新設。4学科体制となる。
- 1999年（平成11年）3月 - 弓道場が完成。特別教室棟を改築。
- 2001年（平成13年）4月 - 2学期制を導入。
- 2004年（平成16年）11月14日 - 創立100周年記念式典を挙行。
- 2006年（平成18年）4月1日 - 新入学生から情報処理科を経営情報科に改組・改称。
- 2008年（平成20年）3月 - 第1棟の耐震補強工事が完了。
- 2009年（平成21年）2月 - 体育館の耐震補強工事が完了。
- 2015年（平成27年）4月1日 - 国際経済科の募集を停止。
- 2017年（平成29年）3月31日 - 国際経済科を閉科。

## 部活動
運動部
- 野球部 - 夏の甲子園大会に2度出場したことがある。
  - 1981年（第63回）
    - 2回戦 - 対 帯広工（北北海道）6-1で勝利
    - 3回戦 - 対 岡谷工（長野）延長12回、2-1で勝利
    - 準々決勝　- 対 鎮西（熊本）0-7で敗退

  - 2009年（第91回）
    - 1回戦 - 対 聖望学園（埼玉）5-1で勝利
    - 2回戦 - 対 三重（三重）8-3で勝利
    - 3回戦 - 対 智弁和歌山（和歌山）4-1で勝利
    - 準々決勝 - 対 中京大中京（愛知）2-6で敗退
- 柔道部
- 弓道部
- 陸上競技部
- 卓球部
- バスケットボール部（女）
- ソフトテニス部
- バレーボール部（女） - 高校総体 11回出場（ベスト4 / 2021年）、春の高校バレー 9回出場
- ソフトボール部（女）
- バドミントン部
- ハンドボール部（女）
- サッカー部（女）

文化部
- 写真部
- 茶道部
- 美術部
- 珠算部
- 英会話部
- 吹奏楽部
- 福祉部
- 放送部
- 簿記部
- ワープロ部
- 情報処理部
- 演劇部

## 著名な出身者

### 芸能
- 岡元次郎
- 平川博晶

### スポーツ
- 岩川武久（柔道家）
- 繁昌久哲（柔道家）
- 東郷理代（プロボクサー）

#### 野球
- 加藤誉昭
- 金田和之
- 森遼大朗

#### バレーボール
- 久保雅
- 矢野美子

## 交通
都城駅・西都城駅より宮崎交通 「商業高校前」・「三洲病院前」バス停

## その他
- 国家資格の基本情報技術者試験（FE）の午前科目免除制度の認定校となっている[3][4]。